# Dorian Derbaci
Dorian Derbaci (* 25. März 2006) ist ein Schweizer Fussballspieler. Der Mittelfeldspieler ist für den FC Aarau in der Challenge League aktiv und Juniorennationalspieler.

## Spielerkarriere

### Im Verein
Derbaci begann mit dem Fussballspielen in seiner Kindheit beim FC Mutschellen, ehe er über den FC Wohlen zunächst in den Nachwuchs des Grasshopper Club Zürich aufgenommen wurde. Von dort wechselte er 2019 als 13-Jähriger in die Jugend des FC Aarau und durchlief dort die übrigen Jugendmannschaften bis zur U19. Im Alter von 17 Jahren wurde er zur Saison 2023/24 auch bereits ins Kader der Profimannschaft des Vereins berufen und bestritt dort zunächst einige Testspiele mit der Mannschaft. Im Oktober 2023 stattete ihn der Verein daraufhin mit seinem ersten Profivertrag bis 2026 aus. Im Februar 2024 gab Derbaci schliesslich sein Profidebüt in der Challenge League und bestritt bis zum Saisonende noch insgesamt neun Ligaspiele mit der Mannschaft, wobei ihm am letzten Spieltag auch sein erstes Profitor gelang. Daneben kommt er zudem weiterhin auch in der U19-Mannschaft der Aarauer zum Einsatz.

### Nationalmannschaft
Derbaci kam ab 2022 für verschiedene Schweizer Nachwuchsauswahlen zum Einsatz. Nach drei Spielen mit der U16-Nationalmannschaft sowie vier weiteren mit der U17 bestritt er ab Herbst 2023 sechs Partien mit der U18-Auswahl. Seit Herbst 2024 gehört er der Schweizer U19-Nationalmannschaft an.